# Condado de Monroe (Kentucky)
O Condado de Monroe é um dos 120 condados do estado americano de Kentucky. A sede do condado é Tompkinsville, e sua maior cidade é Tompkinsville. O condado possui uma área de 860 km² (dos quais 3 km² estão cobertos por água), uma população de 11 756 habitantes, e uma densidade populacional de 14 hab/km² (segundo o censo nacional de 2000). O condado foi fundado em 1820. O condado proíbe a venda de bebidas alcoólicas.